# Het vlot van de Medusa (schilderij)

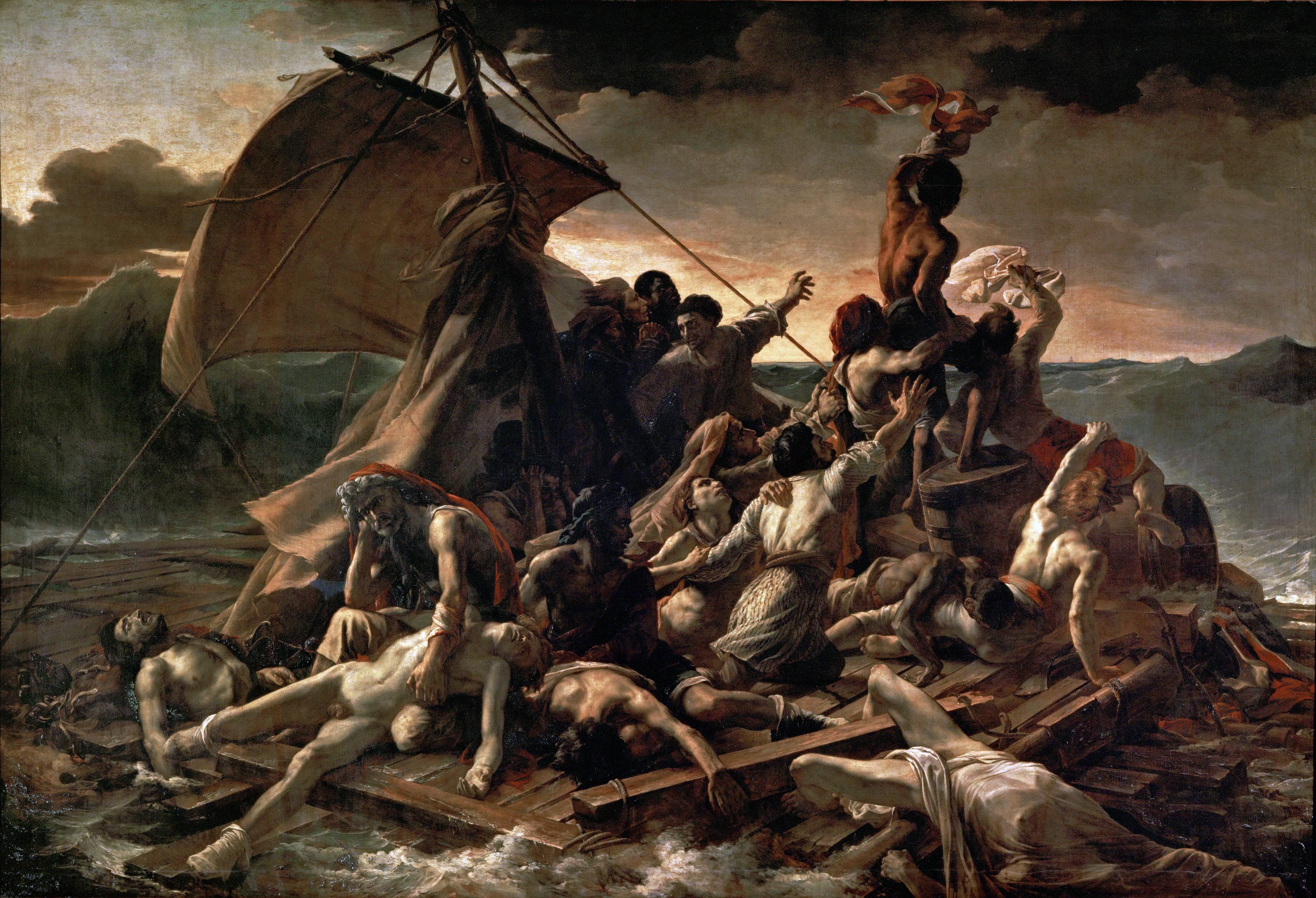
Le radeau de la Méduse, 1818, olieverf op doek

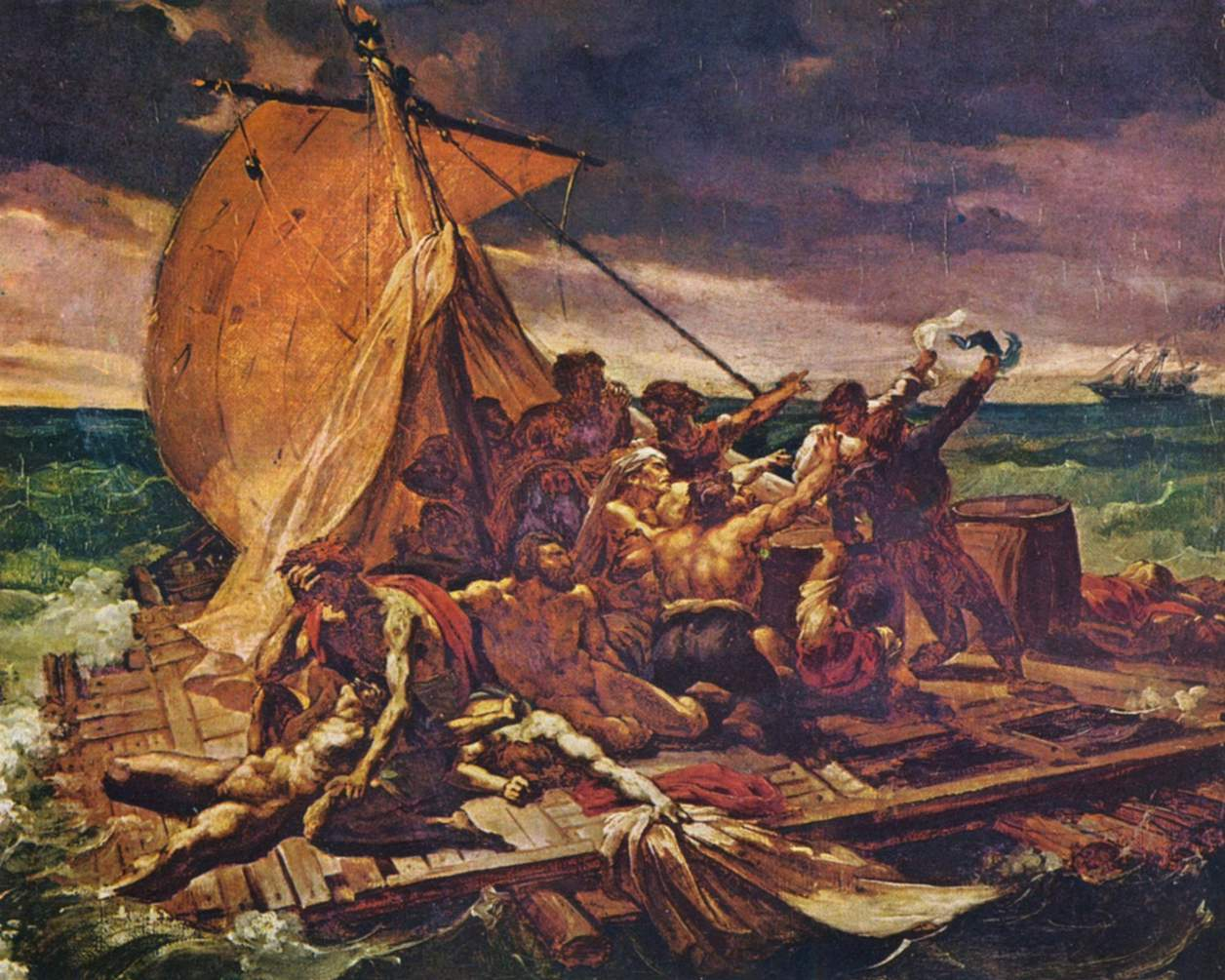
Le radeau de la Méduse, 1818, studie olieverf op doek

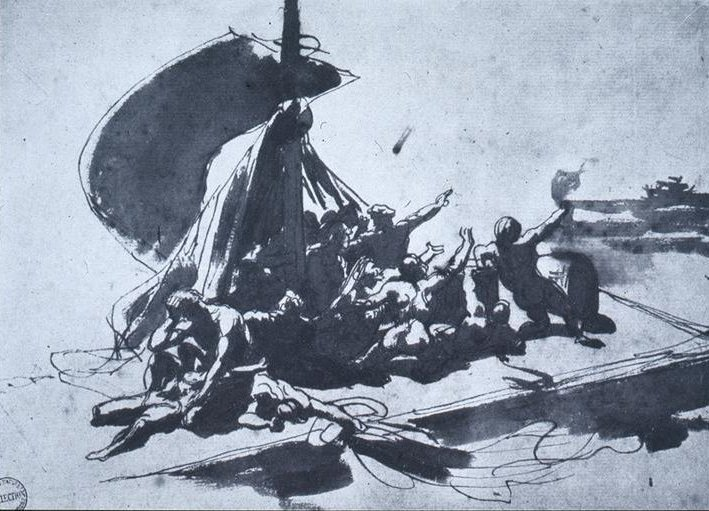
Inkttekening, ongedateerd

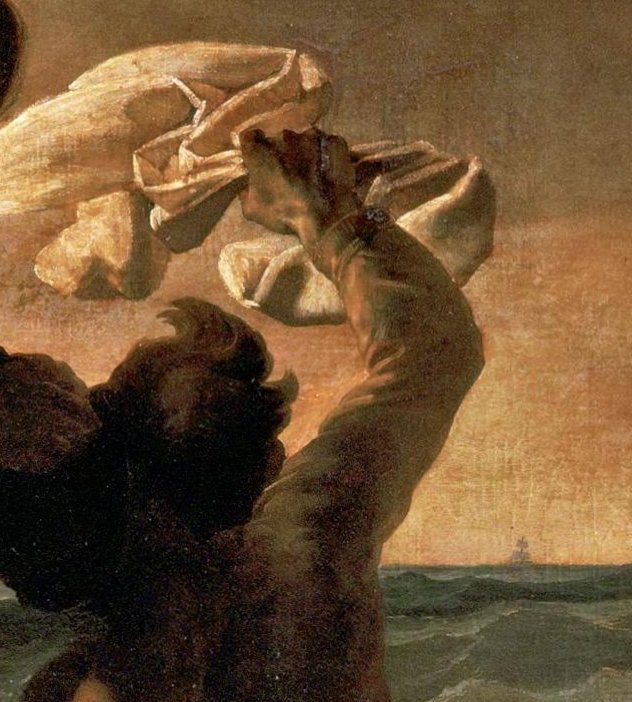
Detail van de horizon

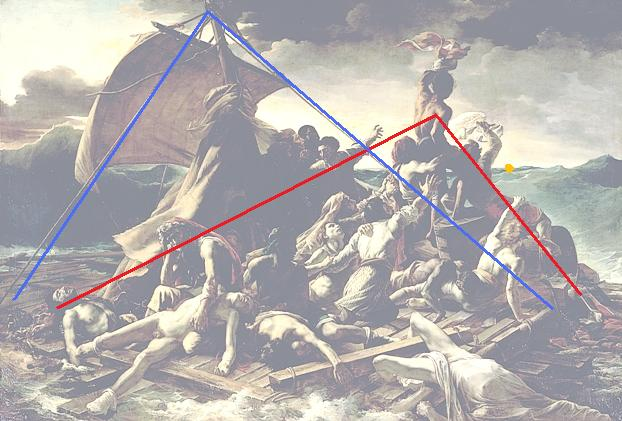
Compositieanalyse

Het vlot van de Medusa (Le radeau de la Méduse, 1818) is een schilderij van Théodore Géricault, dat in het Louvre in Parijs hangt. Het olieverfschilderij op doek meet 5 meter op 7,5 meter en stelt de overlevenden van een schipbreuk op een vlot voor.

## Achtergrond
Het schilderij is gebaseerd op de beruchte schipbreuk van het Franse fregat Méduse in juli 1816 op de Atlantische Oceaan even buiten de westkust van Afrika. Aan boord was een groot vlot gebouwd, La Machine genoemd, waarop bij het zinken van het schip 149 opvarenden het lijf moesten redden. Vervolgens werden ze door kapitein en officieren zonder voedsel of water aan hun lot overgelaten. Deze laatsten namen plaats in een echte reddingssloep. Van 5 tot 17 juli dobberde het vlot rond. Toen het werd teruggevonden door het zusterschip Argus, waren nog vijftien mensen in leven. De anderen waren overboord gesprongen, geduwd, verhongerd of opgegeten.
De ramp, die leidde tot de dood van 140 opvarenden (bemanning en passagiers), kreeg veel belangstelling in heel Europa door het verhaal van de overlevenden, dat de Franse regering in diskrediet bracht door zowel de bekwaamheid van de kapitein aan boord als de organisatie van de reddingsoperatie in twijfel te trekken. Het werd later een onderwerp voor veel belangrijke kunstschilders, onder wie Géricault, die er inspiratie in vond voor zijn vlot.

## Ontstaan
Conform de romantiek van de 19e eeuw besloot Géricault tot een groot doek met een niet zo afschuwelijk maar emotioneel aangrijpende gebeurtenis: het voor het eerst in zicht komen van de Argus. Het werk geeft vorm aan de hoop, de vrijheid nabij, en tegelijk een illusie, maar dat weet alleen de kijker met kennis.
Géricault documenteerde zich erg goed voor dit werk. Hij sprak met twee overlevenden van de ramp en maakte schetsen van verdronken lichamen en afgehouwen ledematen. Alles is bestudeerd en zorgvuldig uitgedacht door Géricault, die in de herfst van 1818 de compositie kon overbrengen op het doek van 5 bij 7,5 meter. Hij werkte een jaar lang in bijna-afzondering in zijn atelier. Hij heeft dit gemaakt met olieverf op doek.

## Beschrijving van het werk
Het schilderij zelf laat een palet van gevoelens zien: van wanhoop tot valse hoop. Het schip zelf is nauwelijks zichtbaar, de gevoelens des te meer. Sommigen zien het ook al niet meer, en zakken weer terug in hun verdoving. Dat eb en vloed, die beweging van stemmingen wordt in alle precisie weergegeven. Géricault maakte gebruik van een beperkt kleurenpalet om de moedeloosheid van de opvarenden weer te geven.
Centraal in het verhaal staat het puntje in de verte dat het nauwelijks zichtbare zeil van het reddingsschip toont. De duidelijkste diagonaal loopt van de voet van de naakte opvarende links onderaan, over de andere opvarenden naar de overlevende die met een doek zwaait. Bijna alle figuren op het vlot zijn rond deze diagonale lijn gepositioneerd. Enkel de drenkeling rechts onderaan doorbreekt de compositie. Maar de kijker merkt eerst en vooral de hoge golven en de bewolkte lucht op, die het vlot omgeven. Daarna ziet hij de opvarenden die met hun gebaren om aandacht vragen, wijzen op het schip en tegelijk de kijker erbij betrekken. De vijandige natuur en de doden die de opvarenden omringen maken het geheel sensationeel. Toch is er nergens bloed te zien; de figuren op het vlot zijn geïdealiseerd en de lijken zijn enkel vergeeld.
Vlijmscherp realisme en de ambitie om heroïsch en monumentaal te werken typeren Géricault en dit werk. Hij werkte met levende modellen en zoveel als mogelijk met voorstudies van lijken, afgehakte hoofden en afgesneden ledematen. Hoewel zijn schilderij tot op de rand van het perverse, morbide fantastische gaat, blijft het in wezen een realistisch geschilderde aanklacht.

## Ontvangst
Op 25 augustus 1819 werd Het vlot van de Medusa onder de titel Schipbreuk Scène op de Parijse Salon voorgesteld. In sommige kringen riep het werk weerstand op. Men zag het werk als een politieke aanklacht tegen de onbekwaamheid van de koningsgezinde kapitein van de Medusa. Ook stoorde men zich aan de zwarte figuur op het vlot en men vermoedde een verdoken aanklacht tegen de slavernij. Kortom de politieke betekenis van het schilderij overschaduwde de kunstzinnige waarde ervan. Géricault was (al dan niet terecht) teleurgesteld en ontmoedigd. Doodmoe en ziek (lichamelijk en emotioneel) maakte hij een reis naar Londen, waar hij in 1820 zijn schilderij tentoonstelde. Met meer dan 50.000 betalende bezoekers kreeg hij daar toch een zeker succes.

## Betekenis
Het schilderij bezit ook een achterliggende betekenis. Het verwijst naar de veranderende rol of het statuut van de kunstenaar na het ancien régime, toen de klassieke opdrachtgevers zoals de adel, clerus en de burgerij wegvielen en de kunstenaar niet meer in opdracht schildert, maar zelf de opdracht moet verzinnen. De kunstenaar bevindt zich als het ware zelf op het vlot, zonder dwingend richtsnoer (stijl of onderwerp) stuurloos zwalkend op de golven, geconfronteerd met een totale vrijheid. Rondom 1880 leidde dat tot het ontstaan van de verschillende ismen, zoals achtereenvolgens het impressionisme, expressionisme, symbolisme en kubisme en materialiseerde de kunst een inwendige zielenstrijd van de kunstenaar.

## Verwijzingen in andere media
- Na een schipbreuk op de Rode Zee in het album Cokes in voorraad (1958) uit De avonturen van Kuifje bevindt Kuifje zich met kapitein Haddock en Szut op een zelfgemaakt vlot. Wanneer een jacht hen uiteindelijk te hulp komt, doet de kapitein een iets te enthousiaste vreugdedans, waardoor het vlot beschadigd raakt en de kapitein in het water belandt. Daarop reageert Kuifje met de opmerking: "Wilt u er dan met alle geweld Het Vlot van de Medusa van maken?"
- Een persiflage op het schilderij vindt men in het bekende stripalbum Asterix en het 1ste legioen (1967): na een snelle zeeslag met de hoofdpersonen blijft van een piratenschip slechts een vlot met gehavende opvarenden over, dat veel weg heeft van het schilderij van Géricault.
- De Iers-Engelse folk/punkband The Pogues heeft het schilderij met enkele aanpassingen als albumhoes gebruikt voor zijn album Rum Sodomy & the Lash uit 1985.
- De foto van het vijfde seizoen van The Sopranos (2004) is gebaseerd op dit schilderij.